# Невель
Невель (рос. Невель) — місто, адміністративний центр Невельського району, Псковська область, Росія. Становить муніципальний район у межах міста та одночасно є адміністративним центром для Івановської та Плисської волостей району.

## Географія
Розташоване на березі озера Невель на відстані 242 км на південний схід від обласного центру — міста Псков.

## Відомі особистості
В поселенні народився:
- Горбацький Віталій Герасимович (1920—2005) — радянський астроном.